# دوست‌دختر

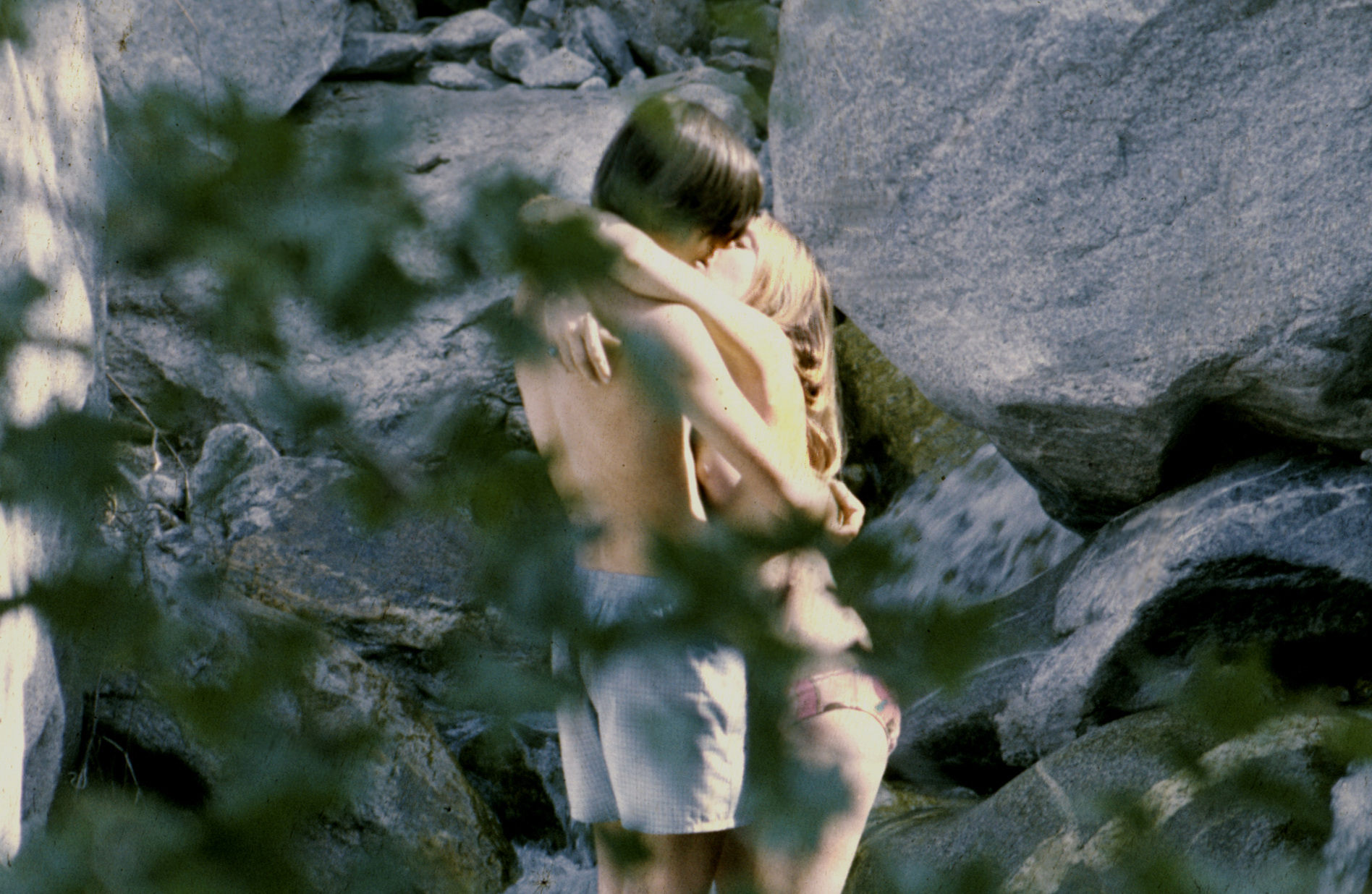
دوست‌دختری درحال بوسیدن دوست‌پسرش

دوست‌دختر عنوانی است که به دختر یا زن داده می‌شود و در تعریف، دوست و همدمی است که با کسی، به گونه متقابل، ارتباطی عاشقانه یا عاشقانه -جنسی برقرار کرده‌است؛ 
هر چند این عنوان  برای زنان و دخترانی که به دلیل همجنس‌گرایی، با جنس موافق، اهل رابطه عاشقانه-جنسی هستند نیز به‌کار می‌رود.
عنوان «دوست‌دختر»، کاربردهای گسترده و متفاوتی دارد به‌طوری‌که بحث و اختلاف‌نظر در این زمینه بسیار است. در جوامع غربی به دختری «دوست‌دختر» می‌گویند که با دوست صمیمی مذکر خود، رابطه‌ای نزدیک دارد و این ارتباط، بیشتر با قرار گذاشتن، تلفن کردن، بیرون رفتن و مانند آن، همراه است